# Jablanica (gmina Višegrad)
Jablanica (cyr. Јабланица) – wieś w Bośni i Hercegowinie, w Republice Serbskiej, w gminie Višegrad. W 2013 roku liczyła 15 mieszkańców.